# Letnisko Młochówek
Letnisko Młochówek – niestandaryzowana część miasta Podkowa Leśna w województwie mazowieckim, w powiecie grodziskim. Leży w południowej części miasta, w rejonie ulicy Jana Pawła II i jej przecznic, przy granicy z Żółwinem, w pobliżu Lasów Nadarzyńskich.
Jest to obszar o charakterze letniskowym, o dużym stopniu zalesienia. Znajdują się tu przedwojenne ekskluzywne wille, m.in. Willa Hel.

## Historia
Letnisko powstało pod koniec lat 20 XX wieku. na terenie wsi Żółwin na skutek rozparcelowania jej północnej części. W 1933 letnisko przejściowo włączono do Podkowy Leśnej, lecz już 20 października 1933 Letnisko Młochówek wraz z wsią Żółwin, folwarkiem Żółwin, osadą Borowina, willą Ołonka, willą Zarybie, willą Sosnówka i osiedlem Ustronie utworzyło gromadę Żółwin w granicach gminy Młochów w powiecie błońskim w województwie warszawskim.
1 kwietnia 1939 z gromady Żółwin, wyłączono Letnisko Młochówek wraz z willą Zarybie i osiedlem Borowina, tworząc z nich nową gromadę Letnisko Młochówek, którą równocześnie włączono do gminy Helenów w tymże powiecie.
Po wojnie letnisko zachowało przynależność administracyjną. 12 marca 1948 roku zmieniono nazwę powiatu błońskiego na grodziskomazowiecki. 1 lipca 1948 z gromad Letnisko Młochówek i Podkowa Leśna w gminie Helenów oraz z części gromady Żółwin w gminie Młochów utworzono nową gminę Podkowa Leśna z siedzibą w Podkowie Leśnej. 1 lipca 1952 roku gmina została przeniesiona do nowo utworzonego powiatu pruszkowskiego. Odtąd Letnisko Młochówek nie występuje już jako samodzielna gromada w oficjalnych wykazach.
W związku z reorganizacją administracji wiejskiej (zniesienie gmin) jesienią 1954 Letnisko Młochówek weszło w skład nowo utworzonej gromady Podkowa Leśna w powiecie pruszkowskim. 1 stycznia 1957 gromadę Podkowa Leśna zniesiono w związku z nadaniem jej statusu osiedla, przez co Letnisko Młochówek stało się integralną częścią Podkowy Leśnej, a w związku z nadaniem jej praw miejskich 1 stycznia 1969 – częścią miasta.